# Nils Adamsson
Nils Jonas Adamsson, född 17 december 1879 i Torps församling i Västernorrlands län, död 22 juli 1939 i Äppelviken i Bromma församling i Stockholm, var en svensk företagsledare, försäljare av preventivmedel och grundare av det som skulle bli klädkedjan Polarn o. Pyret. Han var också ungsocialist, 1917-1924 medlem av Sveriges kommunistiska parti och senare aktiv i SAP.

## Biografi
Nils Adamsson, som var son till den ogifta Kristina Jonsdotter, öppnade 1909 A.B. Nils Adamssons Sjukvårdaffär som sålde kondomer. År 1910 antogs Lex Hinke, en preventivmedelslag som förbjöd spridningen av information om preventivmedel. Under preventivlagen dömdes bland andra Nils Adamsson, hans fru Karin Adamsson, Hinke Bergegren och läkaren Anton Nyström till hårda straff. Karin Adamsson dömdes till fängelse för att hon varit ansvarig utgivare av en katalog om preventivmedel som såldes i makens butik i Centralpalatset vid Tegelbacken i Stockholm och på postorder. 
Adamsson gav ut Ny lärobok i könsfrågan (1926), vilken dock beslagtogs. Senare startade han Nils Adamssons förlag som gav ut ett flertal skrifter, bland annat Födelsekontroll: Teoretiska och praktiska anvisningar och Sexuell levnadskonst: En vägledning i äktenskapligt umgängesliv och den reglerade fruktsamhetens teori och praktik av Legitimerad läkare.
Nils Adamsson blev med tiden ett känt kondommärke. Sortimentet utvecklades till att innehålla inte bara kondomer och sjukvårdsartiklar utan även babyutrustning och barnkläder. På 1970-talet hade företaget helt ändrat inriktning, varför preventivmedelsdelen såldes, sjukvårdsbutikerna avvecklades och återstående del fick namnet Polarn O. Pyret AB och deras välkända randiga bomullstrikå togs fram.
Nils Adamsson gifte sig 1913 med Karin Hollman (1883–1958), som efterträdde maken som VD efter dennes död 1939. De fick sonen Sölve Adamsson (1913–1987), gift med Sickan Carlsson, och Kerstin Solveig Maria Holger (1918–1958).

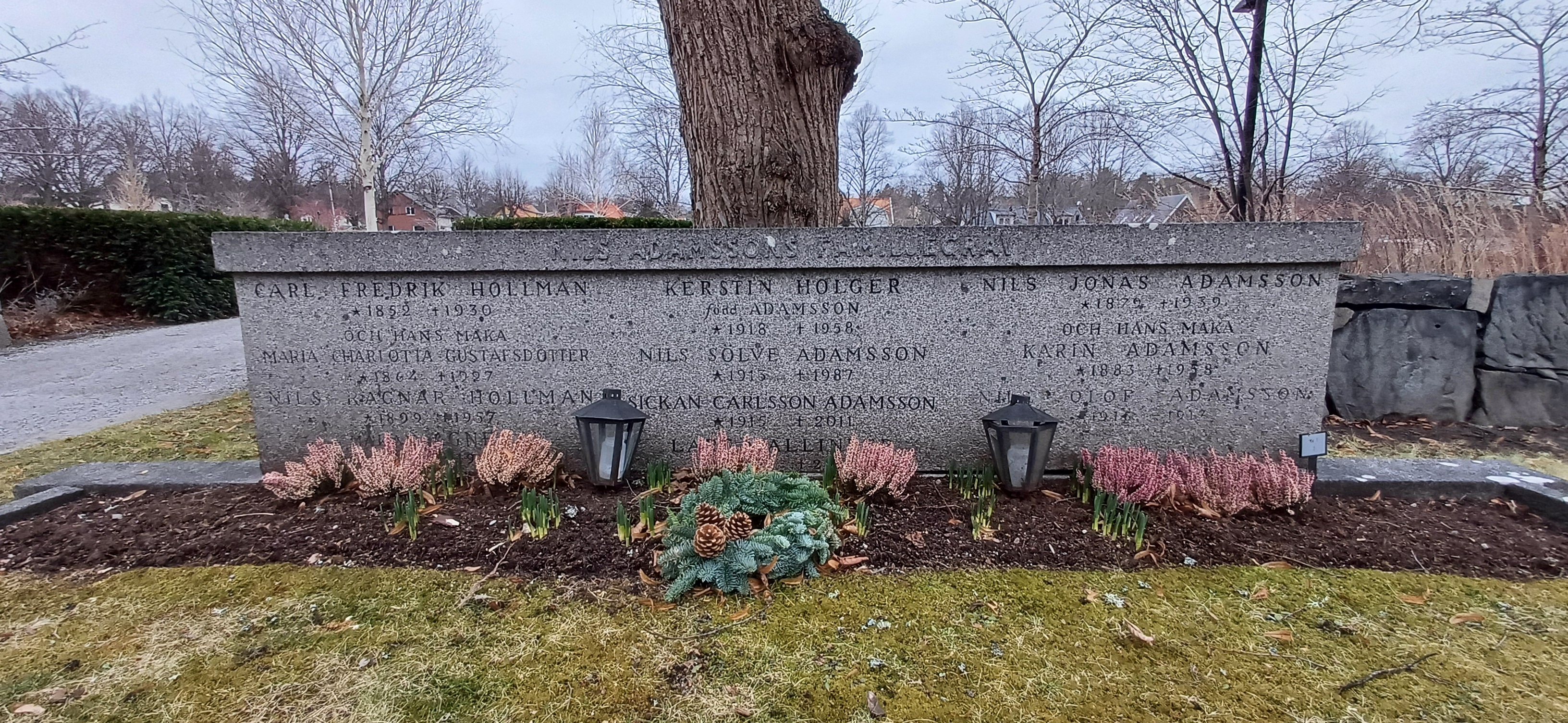
Familjegraven på Bromma kyrkogård

Han är begravd i en släktgrav för familjerna Hollman och Adamsson på Bromma kyrkogård i Stockholm.